# Parti progressiste (Afrique du Sud)
Le parti progressiste (Progressive Party en anglais ou Progressiewe Party en afrikaans) est un parti politique d'Afrique du Sud fondé en 1959 par des dissidents du parti uni. Partisan d'une charte des droits, de réformes constitutionnelles vers une évolution fédérale de l'Afrique du Sud, d'une franchise électorale basée sur des critères d'instructions et des critères de revenus, du partage du pouvoir avec la population noire du pays et de l’abolition des lois de l'Apartheid, le parti progressiste soutient l'économie de marché, la propriété privée des moyens de production et le système capitaliste.  

## Origines

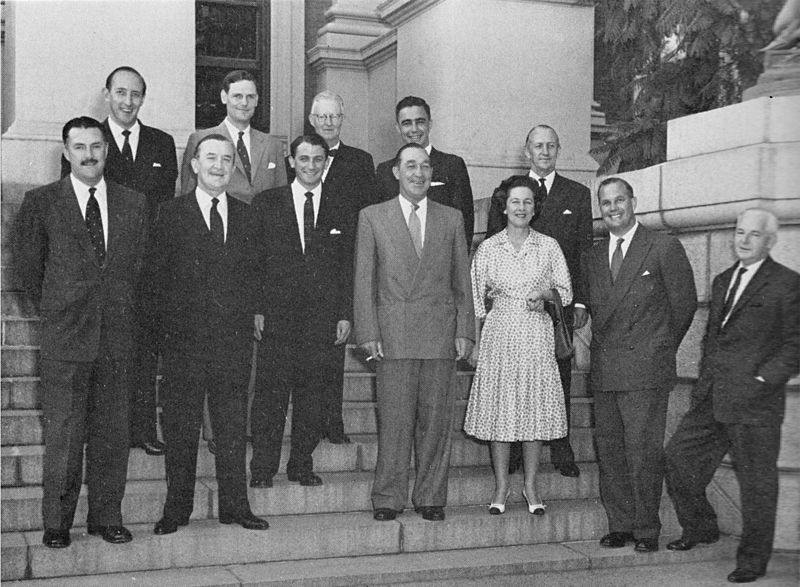
Le caucus parlementaire du parti progressiste en 1960. Au premier rang : Walter Stanford, Harry Gordon Lawrence, Boris Wilson, Jan Steytler, Helen Suzman, Colin Eglin, Owen Townley-Williams. Au second rang : Ray Swart, Clive van Ryneveld, John Patrick Cope, Zach de Beer, Ronald Butcher.

Historiquement, le parti progressiste est relié au parti sud-africain de Louis Botha qui avait donné ensuite naissance au parti uni à la suite de sa fusion avec le parti national de James Barry Hertzog en 1934. Politiquement, les racines du parti progressiste se situent au sein de l'aile libérale et réformiste du parti uni, autrefois représenté par Jan Hendrik Hofmeyr. 

### Aux origines de la dissidence
Lors du congrès du parti uni tenu à Bloemfontein en août 1959, les délégués avaient discuté des droits politiques qui pouvaient être proposé d'accorder aux autochtones. Les plus progressistes et les plus réformistes de ces délégués avaient trouvé que ces propositions étaient insuffisantes, notamment en termes de droit de vote. 

À la suite de ce congrès, un groupe de douze députés progressistes, dirigé par Bernard Friedman, ancien député de Hillbrow, fait défection et décide de s'organiser en un nouveau parti. La première réunion du groupe a eu lieu chez Helen Suzman, député de Houghton, les 23 et 24 août 1959. Un programme est adopté mentionnant la fin de toute discrimination raciale et des garanties constitutionnelles pour la minorité blanche. 
Le congrès fondateur du Parti progressiste a lieu le 13 novembre 1959, à Johannesbourg, au cours duquel Jan Steytler est élu comme chef national tandis que Friedman est nommé chef du parti au Transvaal. Le nouveau parti est soutenu financièrement par Harry Oppenheimer et l'Anglo American Corporation.

## Programme et sociologie
Suivant les recommandations de la commission Molteno qu'il a commandité pour définir son programme politique institutionnel, le parti progressiste soutient l'adoption d'une déclaration des droits, écarte le suffrage universel mais soutient à la place le principe d'une franchise électorale pour permettre à tout citoyen adulte d'Afrique du Sud, instruit et économiquement autonome, de pouvoir voter aux élections. Sur ce point, il se distingue du parti libéral car le suffrage universel apparait alors comme une option politique trop radicale et menaçante envers la minorité blanche d'Afrique du Sud. Reconnaissant la nécessité d'une représentation politique représentative de la pluralité de la société sud-africaine, le parti progressiste propose ainsi une alternative non raciale à l'apartheid, sur un modèle proche de la démocratie consociationnelle dont l'objectif est de protéger les minorités ethniques et politiques.
La base électorale du parti se concentre cependant quasi-uniquement dans les milieux d'affaires anglophones et dans la haute société libérale. Sociologiquement, les électeurs du parti progressiste sont des blancs urbains et aisés, anglophones, plutôt juifs ou catholiques vivant dans la banlieue nord de Johannesbourg ou dans les banlieues et quartiers aisés du Cap, de Durban et de Pietermaritzburg. Le rare vote catholique permet cependant d'amener aux progressistes quelques voix de la classe ouvrière blanche, originaires souvent de l'île Maurice. Le parti progressiste reçoit également le soutien régulier et plus institutionnel de la presse anglophone tel que le Rand Daily Mail, le Star, le Daily Dispatch voire le Sunday Times, bien que ce dernier soit proche traditionnellement du parti uni.

## Les premiers revers
Au parlement en 1960, le Parti progressiste compte douze députés. Onze d'entre eux avait été élu pour le Parti uni et le douzième, Walter Stanford, élu pour les autochtones, a fait défection du parti libéral. À la fin de la législature en 1961, le groupe est réduit à dix à la suite de l'abolition des sièges représentants les autochtones et à la démission d'un député.
En mars 1961, les dirigeants du parti progressiste participe à une convention africaine au côté du congrès national africain (ANC), du congrès panafricain d'Azanie (PAC) et du parti libéral pour dénoncer l'apartheid. 
Lors des élections générales sud-africaines de 1961, le parti reçoit le soutien d'Albert Lutuli et de plusieurs représentants des communautés indiennes et coloureds. 
Le parti progressiste ne sauve cependant qu'un seul de ses sièges, celui d'Helen Suzman. Tous les autres députés du parti progressiste sont battus à l'instar de Bernard Friedman dans la circonscription de Johannesbourg nord face à un candidat du parti uni.
Durant treize ans, Helen Suzman est la seule députée opposée à toute forme de discrimination raciale et à l'abolition de toutes les lois de l'Apartheid. Durant cette période, le parti lance une campagne massive pour recruter des militants au sein des populations noires et de couleurs. Parallèlement, il s'éloigne des mouvements noirs dont le nationalisme africain et le recours au sabotage et à la lutte armée leur parait trop radical et improductif. En outre, son soutien à une franchise électorale ne peut s’accommoder avec une ANC favorable au suffrage universel et dont les militants de base sont recrutés au sein de la portion de population noire la moins instruite.  
En 1968, le parlement adopte une loi interdisant les partis multiraciaux (prohibition of political interference act). Si le parti libéral préfère alors se saborder, le parti progressiste décide alors de se mettre en conformité avec une loi qu'il conteste et limite le recrutement de ses militants aux seuls blancs.

## Les premiers succès
En 1971, l'anglophone Colin Eglin devient le chef du parti. En octobre 1971, avec Helen Suzman, il entame une tournée largement médiatisée dans différents états africains et sont reçus par le président Léopold Sédar Senghor au Sénégal, par le président Dawda Jawara en Gambie, par le premier ministre Kofi Abrefa Busia au Ghana, par Daniel Arap Moi, le vice-président du Kenya, par le président Julius Nyerere de Tanzanie et par le président Hastings Kamuzu Banda au Malawi. Un an plus tard, ils rencontrent les dirigeants et les chefs de l'opposition au Transkei, Ciskei, KwaZulu, Lebowa, Gazankulu, Venda et au Bophuthatswana. Le parti peaufine également ses relations avec plusieurs organisations noires de tendance conservatrice comme le parti travailliste métis et le mouvement Inkatha de Mangosuthu Buthelezi.
Lors des élections générales sud-africaines de 1974, le parti progressiste effectue sa première percée au parlement en remportant 6 sièges supplémentaires en plus de celui d'Helen Suzman. Les électeurs anglophones des banlieues du Cap et de Johannesbourg se détournent du parti uni pour rejoindre le parti progressiste, accentuant les tensions internes au sein du premier parti de l'opposition parlementaire entre les conservateurs et les réformistes.
Le 25 juillet 1975, le parti progressiste fusionne avec le petit parti réformiste, un récent avatar du Parti uni, pour devenir le Parti progressiste réformiste (Progressive Reform Party - PRP).

## Évolution
En 1977, le Parti progressiste réformiste absorbe d'autres dissidents du parti uni et devient le parti progressiste fédéral (PFP) qui remporte le statut d'opposition officielle au parlement. Promouvant le principe « one man one vote » autant que l'économie de marché, le parti progressiste fédéral apparait cependant trop libéral pour les mouvements noirs anti-apartheid qui contestent son utilité au sein d'un parlement blanc. 

Lors des élections générales du 6 mai 1987, le PFP recule pour la 1re fois avec 19 sièges et perd son statut d'opposition  d'opposition officielle au profit du parti conservateur. Pire encore pour le PFP, 56 % des anglophones (tout comme 56 % des afrikaners) ont choisi de voter pour le Parti national. Ce coup électoral amène les dirigeants du parti à remettre en cause leur participation au fonctionnement des institutions sud-africaines. 

En 1989, sous la pression de la partie la plus réformiste ou progressiste de l'opinion publique blanche, les principales formations de l'opposition libérale au gouvernement décident de s'unir. En avril 1989, le parti progressiste fédéral dirigé par Zach de Beer s'unit avec le parti indépendant de Denis Worrall et le  Mouvement national démocratique de Wynand Malan pour former le nouveau parti démocratique. En 2000, le parti démocratique s'allie avec le nouveau parti national et l'alliance fédérale pour former l'Alliance démocratique qui constitue depuis cette date le parti d'opposition officielle du parlement aux gouvernements du congrès national africain. 

## Membres notables
- Zach de Beer, député de Maitland (1953-1961)
- Jan van Eck, rédacteur en chef de Deurbraak ("percée" en afrikaans), le journal de bord du parti progressiste
- Colin Eglin, député de la péninsule du Cap de 1958 à 1961
- Tony Leon, militant, futur chef du parti démocratique (1994-2000)
- Helen Suzman, député de Houghton de 1953 à 1989
- Frederik van Zyl Slabbert, député de Rondebosch de 1974 à 1977